# Абадьех
Абадьех — местность в Верхнем Египте, расположенная примерно в 11 км к северо-востоку от древнего города Диосполис Парва (современный Ху), а также в 20 км к западу от Дендеры.  К югу и юго-востоку в пустынной местности находятся кладбища и свидетельства поселений культуры Негада.

## Археологическая значимость

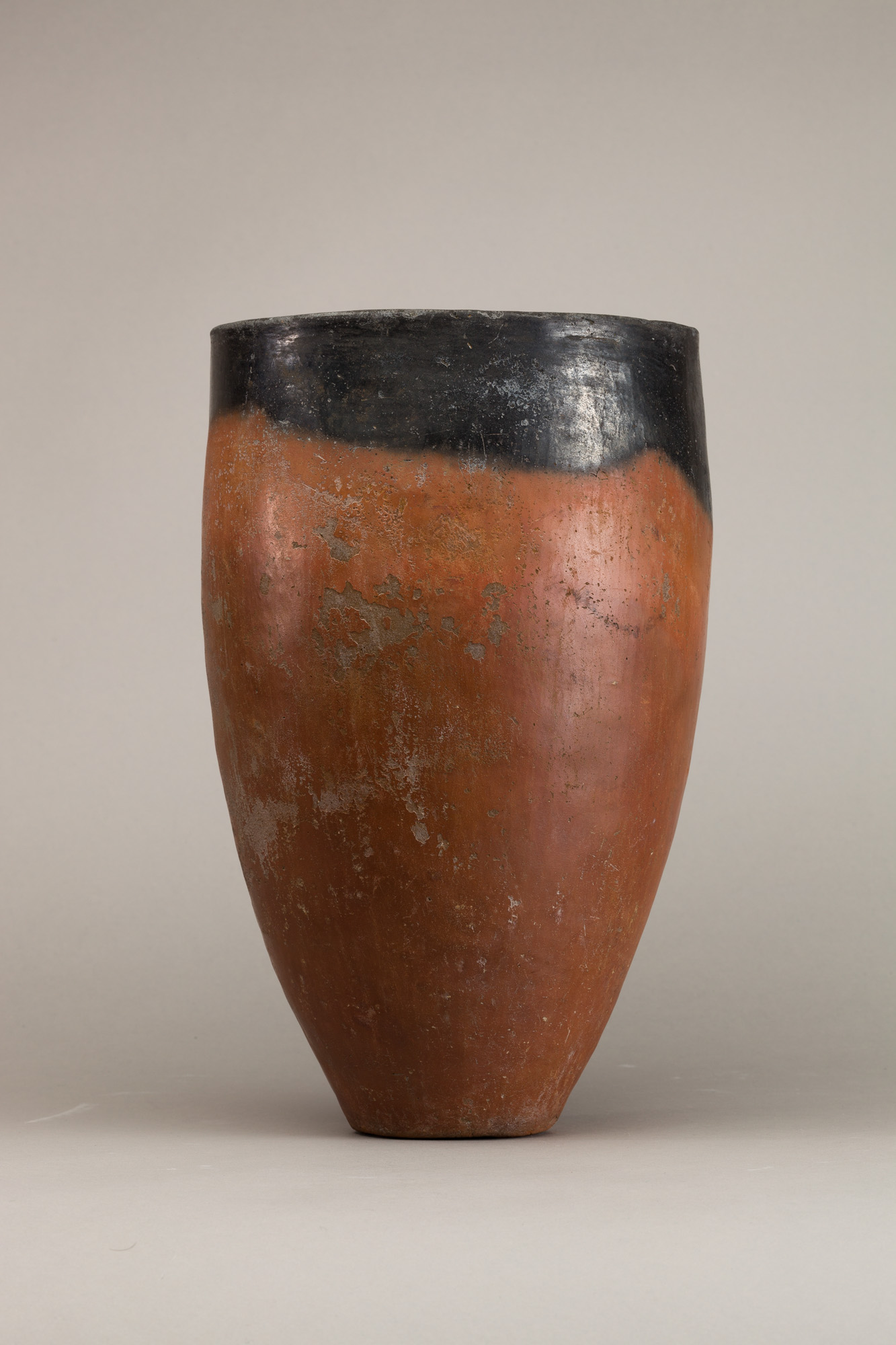
Ваза с чёрным верхом (около 3850–2960 годы до н.э.) из Метрополитен-музея

Флиндерсу Питри при раскопках помогали Дэвид Рэндалл-Маклвер и Артур Краттенден Мэйс от имени Общества исследования Египта (EEF). Раскопки проходили на западном побережье Нила в регионе Хиу, где обнаружены артефакты Доисторического периода. Доисторические некрополи найдены в Абадьехе и Ху (Диосполис Парва).
В одной из гробниц Абадьеха найдена глиняная модель (ок. 3500-3200 годы до н.э.), изображающая выглядывающих мужчин из-за стены, что считается древнейшим свидетельством фортификационной системы Египта. Вазы с чёрным верхом встречались также и в захоронениях Абадьеха.